# Rio Araparera
O rio Araparera é um pequeno rio no Northland, na Nova Zelândia. Flui a oeste até um braço da parte sudeste do Porto Kaipara.
36° 30′ S, 174° 26′ L